# Ochyrocera italoi
Espèce
Ochyrocera italoi est une espèce d'araignées aranéomorphes de la famille des Ochyroceratidae.

## Distribution
Cette espèce est endémique d'Équateur,. Elle se rencontre dans les provinces de Cotopaxi, de Santo Domingo de los Tsáchilas et de Los Ríos entre 100 et 2 000 m d'altitude.

## Description
Le mâle holotype mesure 1,9 mm et la femelle paratype 1,9 mm.

## Étymologie
Cette espèce est nommée en l'honneur d'Italo Tapia.

## Publication originale
- Dupérré, 2015 : Descriptions of twelve new species of ochyroceratids (Araneae, Ochyroceratidae) from mainland Ecuador. Zootaxa, no 3956(4), p. 451-475.